# Dues cases damunt del carrer d'en Simó
Les dues cases damunt del carrer d'en Simó són una obra de Valls (Alt Camp) protegida com a Bé Cultural d'Interès Local.

## Descripció
Edifici d'origen medieval, reformat en diferents moments al llarg de la seva història. L'aspecte que actualment presenta la façana principal correspon als segles xviii i xix, tot i que els baixos foren completament reformats en el segle xx.
L'edifici inclou una de les dues cases-ponts del carrer d'en Simó, també d'origen medieval.